# Patrick Traverse
Patrick Rheaume Joseph Traverse (* 14. März 1974 in Montréal, Québec) ist ein ehemaliger kanadischer Eishockeyspieler, der im Verlauf seiner aktiven Karriere zwischen 1991 und 2012 unter anderem 285 Spiele für die Ottawa Senators, Mighty Ducks of Anaheim, Boston Bruins, Canadiens de Montréal und Dallas Stars in der National Hockey League (NHL) auf der Position des Verteidigers bestritten hat. Darüber hinaus absolvierte Traverse weitere fast 700 Partien in der American Hockey League (AHL) und war drei Spielzeiten in der Deutschen Eishockey Liga (DEL) für die DEG Metro Stars und Hamburg Freezers aktiv.

## Karriere
Traverse begann seine Juniorenkarriere zur Saison 1991/92 bei den Cataractes de Shawinigan in der Ligue de hockey junior majeur du Québec (LHJMQ). In seiner Rookiesaison gelangen den offensivstarken Verteidiger in 59 Partien 14 Scorerpunkte, woraufhin er vom jungen Franchise der Ottawa Senators im NHL Entry Draft 1992 in der dritten Runde an 50. Stelle ausgewählt wurde. Nachdem ihm im Folgejahr, dass von einem Wechsel innerhalb der LHJMQ zu den Lynx de Saint-Jean geprägt war, insgesamt 39 Punkte in 68 Partien gelungen waren, holten ihn die Senators nach dem Ausscheiden der Lynx aus den Playoffs für zwei Spiele in ihr Farmteam zu den New Haven Senators aus der American Hockey League (AHL). Ebenso verlief die folgende Spielzeit, in der er seine Punkteproduktion erneut verbessern konnte.
Zum Spieljahr 1994/95 wechselte Traverse dann endgültig ins Profilager und spielte für die Prince Edward Island Senators in der AHL. Im Verlauf der Saison 1995/96 kam er zu fünf Einsätzen in der NHL bei den Ottawa Senators, in denen ihm jedoch kein Scorerpunkt gelang. Es dauerte zwei weitere Jahre, die er bei den Grand Rapids Griffins, Worcester IceCats und Hershey Bears verbracht hatte, ehe er sich zur Saison 1998/99 im Kader der Ottawa Senators einen Platz erkämpfen konnte. Auf seine NHL-Rookiesaison folgte ein solides Jahr, in dem der Verteidiger mit 23 Punkten in 66 Spielen auf sich aufmerksam machen konnte. Seine Leistungen führten nach dem Ausscheiden der Senators aus den Playoffs dazu, dass er in den Kader der kanadischen Nationalmannschaft für die Weltmeisterschaft 2000 in Russland berufen wurde. Dabei belegte er nach Niederlagen im Halbfinale und im Spiel um den dritten Platz einen vierten Rang mit der Mannschaft und blieb ohne Medaille.
Trotz der guten Leistungen in der Vorsaison wurde Traverse im Juni 2000 von den Senators gegen Joel Kwiatkowski an die Mighty Ducks of Anaheim abgegeben, die ihn nach nur fünf Monaten gemeinsam mit Andrei Nasarow und im Tausch für Samuel Påhlsson zu den Boston Bruins transferierten. Auch dort blieb der Kanadier nur drei Monate, da die Bruins ihn für Eric Weinrich zu den Canadiens de Montréal in seine Heimatstadt schickten. Obwohl Traverse in dieser Spielzeit für drei verschiedene Franchises Spiele bestritt, kam er auf 71 Partien und 14 Punkte. Der Verteidiger blieb die folgenden drei Spielzeiten in der Organisation der Canadiens. Nachdem er in der Saison 2001/02 nur 25 Spiele wegen langwierigen Verletzungen an Knie und Kopf absolvieren konnte, so war er in der Spielzeit 2002/03 fester Bestandteil der Defensive des NHL-Teams. In der Saison 2003/04 kam er hingegen nur noch bei den Hamilton Bulldogs in der AHL zum Einsatz. Unzufrieden mit der Situation wechselte er im Sommer 2004 als Free Agent in die Organisation der Dallas Stars, wo eine durch den NHL-Lockout bedingte, weitere Spielzeit in der AHL – diesmal bei den Houston Aeros – folgte. Im folgenden Jahr fand sich Traverse ebenso in der AHL wieder und kam zu lediglich einem Einsatz für die Dallas Stars in der Saison 2005/06.
Zur Saison 2006/07 wurde der Abwehrspieler als Free Agent von den San Jose Sharks verpflichtet. Noch bevor die Spielzeit allerdings begann, sicherte sich sein Ex-Team aus Montréal über die Waiver-Liste die Dienste Traverses, der fortan wieder bei den Hamilton Bulldogs in der AHL eingesetzt wurde. Die Sharks konnten durch einen Transfer im Dezember 2006 allerdings erreichen, dass sie Traverse durch ein Transfergeschäft doch noch in ihren Kader aufnehmen konnten. Im Gegenzug wechselte daher Mathieu Biron zu den Canadiens. Bei den Sharks wurde der Verteidiger schließlich beim AHL-Kooperationspartner Worcester Sharks aufs Eis geschickt. Insgesamt verblieb der Franko-Kanadier bis zum Ende des Spieljahres 2008/09 in Worcester und zeigte dabei in seinem letzten Jahr ungeahnte Qualitäten in der Offensive. Nachdem sein auslaufender Vertrag nicht verlängert worden war, verpflichteten ihn im Juli 2009 die DEG Metro Stars aus der Deutschen Eishockey Liga (DEL) für die Spielzeit 2009/10. In den Spieljahren 2010/11 und 2011/12 lief Traverse für die Hamburg Freezers aus. Anschließend beendete er seine Laufbahn im Alter von 38 Jahren.

## Karrierestatistik

### International
Vertrat Kanada bei:
- Weltmeisterschaft 2000

(Legende zur Spielerstatistik: Sp oder GP = absolvierte Spiele; T oder G = erzielte Tore; V oder A = erzielte Assists; Pkt oder Pts = erzielte Scorerpunkte; SM oder PIM = erhaltene Strafminuten; +/− = Plus/Minus-Bilanz; PP = erzielte Überzahltore; SH = erzielte Unterzahltore; GW = erzielte Siegtore; 1 Play-downs/Relegation; Kursiv: Statistik nicht vollständig)